# MaK G 762 C
A MaK G 762 C dízel-hidraulikus tolatómozdony-sorozat, amelyet a Maschinenbau Kiel (MaK) gyártott 1977-ben és 1979-ben, összesen 3 példányban. A G 762 C a kisebb teljesítményű G 761 C-vel együtt a MaK 1977-től kínált harmadik generációs típusprogramjának első típusai voltak. Az ebben a programban fejlesztett mozdonyokba nem a korábbi típusokra jellemző, a hajóépítésben használt lassú járású MaK-motorokat, hanem más gyártók nagysebességű motorjait szerelték be. A G 762 C-mozdonyokba az MTU által gyártott 600 kW (816 PS) névleges teljesítményű motorjait építették be, ami 100 vagy 130 kW (136 vagy 177 PS) nagyobb, mint a 761 C-be szerelt motortípusok. Emellett biztonsági okokból a vezetőfülkékhez már nem lehetett közvetlenül a földről hozzáférni, hanem csak a járdán keresztül. A MaK G 762 C három tengelye a vázban ül, amelyeket kardántengelyek hajtanak. Maximális megengedett sebessége 30 vagy 40 vagy 60 km/h (19 vagy 25 vagy 37 mph). Üzemi tömege 54–66 tonna. Tüzelőanyag-tartálya 1500 l (330 imp gal; 400 US gal) kapacitású.
A G 761 C a német járműnyilvántartásban a 92 80 0262 sorszámmal szerepel.

## Üzemeltetők
1977-ben és 1979 összesen 3 MaK G 762 C mozdonyt építettek. Kettőt a Krupp Stahl AG rendelt, ezek a Dortmunder Eisenbahn tulajdonába kerültek, a harmadik mozdonyt a Solvay AG-nek gyártották, ami azóta is a cég tulajdonát képezi.
| MaK G 762 C-mozdonyok listája |             |                                  |                            | |
| Gyártási szám                 | Gyártás éve | Első üzemeltető                  | Legutóbbi üzemeltető       | Megjegyzés |
| 700021                        | 1977        | Solvay Soda Deutschland GmbH „3“ | Solvay Chemicals GmbH „3“  | Korábban Solvay Infra GmbH „3“                                                                                                   |
| 700032                        | 1979        | Krupp Stahl AG „KS-WB 831“       | Dortmunder Eisenbahn „736“ | Korábban Krupp-Hoesch Stahl AG „831“, DE Transport GmbH „736“                                                                    |
| 700033                        | 1979        | Krupp Stahl AG „KS-WB 832“       | Eisenbahn und Häfen „914“  | Korábban Krupp-Hoesch Stahl AG „832“, DE Transport GmbH „736“, Dortmunder Eisenbahn „736“. A Dortmunder Eisenbahn GmbH tulajdona |

## Fordítás
- Ez a szócikk részben vagy egészben  a   MaK G 762 C című német Wikipédia-szócikk ezen változatának fordításán alapul.  Az eredeti cikk szerkesztőit annak laptörténete sorolja fel. Ez a jelzés csupán a megfogalmazás eredetét és a szerzői jogokat jelzi, nem szolgál a cikkben szereplő információk forrásmegjelöléseként.